# Родные холмы
«Родные Холмы» — драма 1948 года, четвёртый фильм в серии Metro-Goldwyn-Mayer (MGM) о Лесси.

## Сюжет
Д-р Уильям Маклур (Эдмунд Гвенн), шотландский врач, принимает Лесси, которая имеет неестественное отвращение к воде. Доктор пытается вылечить Лесси от её опасений, но она по-прежнему опасается воды.
Молодой Таммас Милтон нуждается в операции. Врач хочет использовать хлороформ, но местные жители в Глен против этой новой идеи. Доктор доказывает, что это стоит, используя его, чтобы заставить Лесси спать на протяжении более двадцати минут. После операции в его собственном доме, чтобы спасти жизнь молодого человека, пожилой врач в оплату получил обещание от его отца, друга который был предыдущим владельцем Лесси, что он позволит ему отправить молодого человека на четыре года на медицинский курс в Эдинбурге, чтобы он мог передать ему свои дела.
После выздоровления молодой человек уехал, а все более стареющий доктор продолжает принимать пациентов в своем районе, которые начинают опасаться за его здоровье. Одной снежной ночью врач отправился на вызов. По дороге домой, он дремлет на коне (без автомобилей) и ветка дерева сбивает его с ног в снег. Лесси мчится по поврежденному мосту через разлившуюся реку, чтобы получить помощь и, когда она возвращается с двумя мужчинами, мост уже был смыт.
Поскольку жизнь Маклура в опасности, собака вынуждена погрузиться в бушующую реку, чтобы попасть на другую сторону. После того как её дважды почти затягивало в водоворот, Лесси переходит на другую сторону со второй попытки и, видя это, двое мужчин переходят реку вброд по пояс в воде. Они находят Маклура лежащим все ещё без сознания в снегу и очень замёрзшим, и приносят его домой. В конце концов он приходит в сознание и проводит несколько дней в постели, но он слишком долго был в снегу и поэтому умер. Вскоре после его похорон, на которых присутствовали все в Глен, новый врач приходит, сдав экзамены, и принимает практику.

## В ролях
- Эдмунд Гвенн — д-р Уильям Маклур
- Дональд Крисп — Drumsheugh
- Том Дрейк — Милтон Таммас
- Джанет Ли Митчелл — Маргит
- Рис Уильямс — г-н Милтон
- Реджинальд Оуэн — Хоппс
- Эдмунд Бреон — Джейми Сутер
- Алан Напье — сэр Джордж
- Хьюи Грин — Джорди Хоув
- Ламсден Харе — Лорд Килспиндье
- Эйлин Эрскин - миссис Сондерс Белль